# 企湖
企湖是一个位于中国江西省波阳县的湖泊，面积约为3平方千米。